# Tearmoon Empire
Tearmoon Empire (яп. ティアムーン帝国物語～断頭台から始まる、姫の転生逆転ストーリー～, Tiamūn Teikoku Monogatari: Dantōdai kara Hajimaru, Hime no Tensei Gyakuten Sutōrī, укр. Хроніки імперії Тіамун) — серія ранобе, написана Нодзому Мочіцукі. Публікувався із серпня 2018 року на вебсайті для розміщення романів Shōsetsuka ni Narō. Пізніше авторські права придбала компанія TO Books, яка друкує серію з ілюстраціями Gilse. Манґа адаптація, проілюстрована Мізу Моріно, публікується на вебсайті Comic Corona із серпня 2019 року. Аніме адаптація від Silver Link виходила з 8 жовтня по 24 грудня 2023 року.

## Сюжет
Оточена сповненими ненависті поглядами свого народу, егоїстична принцеса загиблої Імперії Тіамун, Мія, востаннє поглядає на закривавлене сонце, перш ніж лезо гільйотини опуститься... Тільки для того, щоб прокинутися знову дванадцятирічною! Повернувшись назад у часі та отримавши другий шанс на життя, вона вирішує виправити незліченні помилки, що вразили занепадаючу Імперію. Корумпований уряд? Є. Прикордонні конфлікти? Є. Стихійні лиха та економічні негаразди? Є.
Господи, скільки ж тут роботи. Важка праця і Мія це не сумісні речі, тому вона шукає допомоги в інших, починаючи зі своєї вірної служниці Енн і блискучого міністра Людвіґа. Разом вони вдень і вночі прагнуть реставрувати імперію. Потроху їхні невтомні зусилля починають змінювати хід історії, штовхаючи весь континент до нового майбутнього. А чому ж егоїстична принцеса змінила свою поведінку, запитаєте ви? Все просто - вона не змінилася. Просто - вона страшенно боїться гільйотини. Адже це до нестями боляче, а Мія ненавидить біль більше, ніж будь-яку роботу.

## Медіа

### Ранобе
Написана Нозому Мочіцукі, серія ранобу почала виходити на вебсайті для публікації романів Shōsetsuka ni Narō 13 серпня 2018. У червні 2019 видавництво TO Books отримало права на публікацію романів і видало ранобе з ілюстраціями Gilse.

#### Список томів ранобе
| №  | Дата виходу      | ISBN                   |
| -- | ---------------- | ---------------------- |
| 1  | 10 червня 2019   | ISBN 978-4-86-472815-7 |
| 2  | 9 листопада 2019 | ISBN 978-4-86-472872-0 |
| 3  | 10 лютого 2020   | ISBN 978-4-86-472914-7 |
| 4  | 10 червня 2020   | ISBN 978-4-86-699005-7 |
| 5  | 10 жовтня 2020   | ISBN 978-4-86-699065-1 |
| 6  | 9 січня 2021     | ISBN 978-4-86-699096-5 |
| 7  | 10 травня 2021   | ISBN 978-4-86-699180-1 |
| 8  | 10 вересня 2021  | ISBN 978-4-86-699279-2 |
| 9  | 8 січня 2022     | ISBN 978-4-86-699376-8 |
| 10 | 10 травня 2022   | ISBN 978-4-86-699487-1 |
| 11 | 10 вересня 2022  | ISBN 978-4-86-699572-4 |
| 12 | 10 січня 2023    | ISBN 978-4-86-699704-9 |
| 13 | 10 квітня 2023   | ISBN 978-4-86-699804-6 |
| 14 | 9 вересня 2023   | ISBN 978-4-86-699938-8 |

### Манґа
Манґа-адаптація, ілюстрована Мізу Моріно, почала виходити у онлайн-журналі Comic Corona з 12 серпня 2019. Станом на квітень 2023 вийшло 6 танкобонів.

#### Список томів манґи
| № | Дата виходу     | ISBN                   |
| - | --------------- | ---------------------- |
| 1 | 20 січня 2020   | ISBN 978-4-86-472902-4 |
| 2 | 15 серпня 2020  | ISBN 978-4-86-699026-2 |
| 3 | 15 травня 2021  | ISBN 978-4-86-699181-8 |
| 4 | 15 лютого 2022  | ISBN 978-4-86-699449-9 |
| 5 | 15 вересня 2022 | ISBN 978-4-86-699573-1 |
| 6 | 15 квітня 2023  | ISBN 978-4-86-699807-7 |
| 7 | 14 жовтня 2023  | ISBN 978-4-86-699976-0 |

### Аніме
6 вересня 2022 було анонсовано вихід аніме-адаптації. Створенням аніме-серіалу займалась студія Silver Link, режисером став Юсі Ібе, сценарій написала Деко Акао, дизайн персонажів розробив Май Оцука, а музика була написана Кодзі Фудзімото. Аніме виходило 3 8 жовтня по 24 грудня 2023 на каналах Tokyo MX, BS11 та MBS.